# Hammeville
Hammeville és un municipi francès situat al departament de Meurthe i Mosel·la i a la regió del Gran Est. L'any 2007 tenia 173 habitants.

## Demografia

### Població
El 2007 la població de fet de Hammeville era de 173 persones. Hi havia 72 famílies, de les quals 16 eren unipersonals (4 homes vivint sols i 12 dones vivint soles), 24 parelles sense fills, 24 parelles amb fills i 8 famílies monoparentals amb fills.
La població ha evolucionat segons el següent gràfic:
Habitants censats

### Habitatges
El 2007 hi havia 71 habitatges, 68 eren l'habitatge principal de la família, 2 eren segones residències i 1 estava desocupat. Tots els 70 habitatges eren cases. Dels 68 habitatges principals, 65 estaven ocupats pels seus propietaris, 2 estaven llogats i ocupats pels llogaters i 1 estava cedit a títol gratuït; 6 tenien tres cambres, 24 en tenien quatre i 38 en tenien cinc o més. 58 habitatges disposaven pel capbaix d'una plaça de pàrquing. A 31 habitatges hi havia un automòbil i a 31 n'hi havia dos o més.

### Piràmide de població
La piràmide de població per edats i sexe el 2009 era:
| Homes | Edats   | Dones |
| ----- | ------- | ----- |
| 0     | 95 o +  | 0     |
| 0     | 90 a 94 | 0     |
| 0     | 85 a 89 | 4     |
| 0     | 80 a 84 | 0     |
| 12    | 75 a 79 | 4     |
| 0     | 70 a 74 | 4     |
| 4     | 65 a 69 | 4     |
| 0     | 60 a 64 | 4     |
| 0     | 55 a 59 | 8     |
| 4     | 50 a 54 | 0     |
| 4     | 45 a 49 | 8     |
| 16    | 40 a 44 | 4     |
| 12    | 35 a 39 | 4     |
| 4     | 30 a 34 | 8     |
| 0     | 25 a 29 | 4     |
| 4     | 20 a 24 | 0     |
| 4     | 15 a 19 | 0     |
| 0     | 10 a 14 | 4     |
| 0     | 5 a 9   | 8     |
| 4     | 0 a 4   | 8     |

## Economia
El 2007 la població en edat de treballar era de 109 persones, 75 eren actives i 34 eren inactives. De les 75 persones actives 70 estaven ocupades (37 homes i 33 dones) i 5 estaven aturades (3 homes i 2 dones). De les 34 persones inactives 12 estaven jubilades, 15 estaven estudiant i 7 estaven classificades com a «altres inactius».

### Ingressos
El 2009 a Hammeville hi havia 66 unitats fiscals que integraven 174 persones, la mediana anual d'ingressos fiscals per persona era de 17.414 €.

### Activitats econòmiques
Dels 4 establiments que hi havia el 2007, 3 eren d'empreses de construcció i 1 d'una empresa de comerç i reparació d'automòbils.
Dels 4 establiments de servei als particulars que hi havia el 2009, 1 era un taller de reparació d'automòbils i de material agrícola, 2 paletes i 1 guixaire pintor.
L'any 2000 a Hammeville hi havia 6 explotacions agrícoles.

## Poblacions més properes
El següent diagrama mostra les poblacions més properes.